# アフィングハウゼン
アフィングハウゼン (ドイツ語: Affinghausen, 低地ドイツ語: Affinghusen または Affjehusen) は、ドイツ連邦共和国ニーダーザクセン州ディープホルツ郡の町村（以下、本項では便宜上「町」と記述する）である。この町はザムトゲマインデ・シュヴァフェルデンに属している。

## 地理

### 自治体の構成
- アフィングハウゼン
- デリースロー
- アイツェン
- ハーゲン

### 隣接する町村
アフィングハウゼンは、北東から東はブルーフハウゼン＝フィルゼン (10 km)、南はシュヴァフェルデン (6 km)、西はズートヴァルデ (3 km) と境を接している。
この他の近隣の市町村には、ショーレン (10 km)、バッスム (13 km)、アーゼンドルフ (8 km)、ズーリンゲン (15 km)、マーゼン (9km)、シュタッフホルスト (9 km)、メリングハウゼン (9 km)、ジーデンブルク (10 km)、ノイエンキルヒェン (10 km) がある。

## 歴史

### 地名
アフィングハウゼンの古い地名は、1124年 Affenhusen、1265年頃 Offinghusen、1330年頃 Affinghusen がある。語源に関する説得力のある説は、Affo あるいは Agifo（さらには Agafrid、Agefrid、Agfrid、Egfrid、Egfried、Afried、Aifred など）といった人たちあるいはジッペの集落であったというものである。名前の最初の部分はおそらく「剣先」を意味する "Ecke" または "Egge" に由来すると考えられる。

## 住民

### 人口推移
| 年   | 人口（人） | 出典  |
| ---- | ---------- | ----- |
| 1608 | 0020       |       |
| 1667 | 0026       |       |
| 1755 | 0041       |       |
| 1816 | 0061       |       |
| 1885 | 0428       | [ 3 ] |
| 1910 | 0640       | [ 4 ] |
| 1933 | 0688       | [ 3 ] |
| 1939 | 0661       | [ 3 ] |
| 1950 | 1113       | [ 5 ] |
| 1956 | 0848       | [ 5 ] |
| 1973 | 0965       | [ 6 ] |
| 1975 | 0942       | [ 7 ] |

| 年   | 人口（年） | 出典  |
| ---- | ---------- | ----- |
| 1980 | 0969       | [ 7 ] |
| 1985 | 0921       | [ 7 ] |
| 1990 | 0849       | [ 7 ] |
| 1995 | 0941       | [ 7 ] |
| 2000 | 0938       | [ 7 ] |
| 2005 | 0907       | [ 7 ] |
| 2010 | 0835       | [ 7 ] |
| 2015 | 0832       | [ 7 ] |
| 2016 | 0842       | [ 7 ] |
| 2017 | 0856       | [ 7 ] |
| 2018 | 0859       | [ 7 ] |
| 0    | 0          | 0     |

1975年以後の人口は12月31日の数値である。

## 行政

### 議会
アフィングハウゼンの町議会は9議席で構成されている。

### 首長
町長はユルゲン・ケバーライン (WGA) である。

### 紋章
アフィングハウゼンの紋章は、作家ハンス・エーリヒによって発案され、紋章研究家で作家のヴェルナー・ケムリングがデザインした。
図柄: 上下二分割。上部は金地に青い実をつけたビルベリーの緑の枝。下部は「ブルーフハウゼン伯の放射十字」（ブルグント十字）と呼ばれる金と黒の放射状の模様。
解説: アフィングハウゼンはかつてブルーフハウゼン伯領あるいはアムト・ブルーフハウゼンに属していた。放射状の十字はこれを表している。果実のついた枝はブレーメンとの強い結びつきを表現している。この町の住民はあらゆる種類の農産物をこのハンザ都市で販売していたため、（特にビルベリー販売から）冗談めかして「ビックベールンビュールン」（ビルベリー売り）と呼ばれていた。

## 文化と見所

### 建築
この町の建造文化財リストには5件が登録されている。

### 団体
- 消防団。1920年秋に起こった壊滅的な大火を契機に1921年2月13日に創設された。
- アフィングハウゼン射撃協会
- FC AS ハッヘタール e.V.
- TSV アフィングハウゼン・フォン 1928 e.V.
- アフィングハウゼン退役軍人会 e.V.

## 経済と社会資本

### 公共機関
アフィングハウゼンには養護施設がある。最寄りの病院はバッスムとズーリンゲンにある（ディープホルツ郡病院連盟に加盟）。